# Faistos
Faistos (řecky Φαιστός, taktéž přepisováno jako Phaistos, Phaestos, Festos nebo Phaestus) byl starověkým mínojským městem na ostrově Kréta. Nacházel se na jihu centrální části ostrova, asi 5,6 km od pobřeží Středozemního moře. Nejstarší doklady jeho obydlení pocházejí ze 4. tisíciletí př. n. l. Jedná se také o obec v regionální jednotce Iraklio. Několik kilometrů jihozápadně od Faistu se nachází další archeologická lokalita z mínojského období – palác Hagia Triada.

## Výzkum

Mapa mínojské Kréty s vyznačenou polohou paláce

První vykopávky lokality zahájili italští archeologové Frederico Halbherr a Luigi Pernier roku 1900. Druhou fázi výzkumů letech 1950–1971 vedl Doro Levi.
Roku 1908 zde byl nalezen takzvaný Disk z Faistu – hliněný disk datovaný do období 1950 př. n. l. až 1400 př. n. l. (existuje mnoho různých datací, nejnovější jej datují do první poloviny 14. století př. n. l.). Byl popsaný sofistikovaným hieroglyfickým písmem příbuzným lineárním písmům A a B, používaným tehdejší mínojskou resp. mykénskou civilizací.
Kromě zmiňovaného disku se zde našlo i množství nápisů v lineárním písmu A.

## Palác

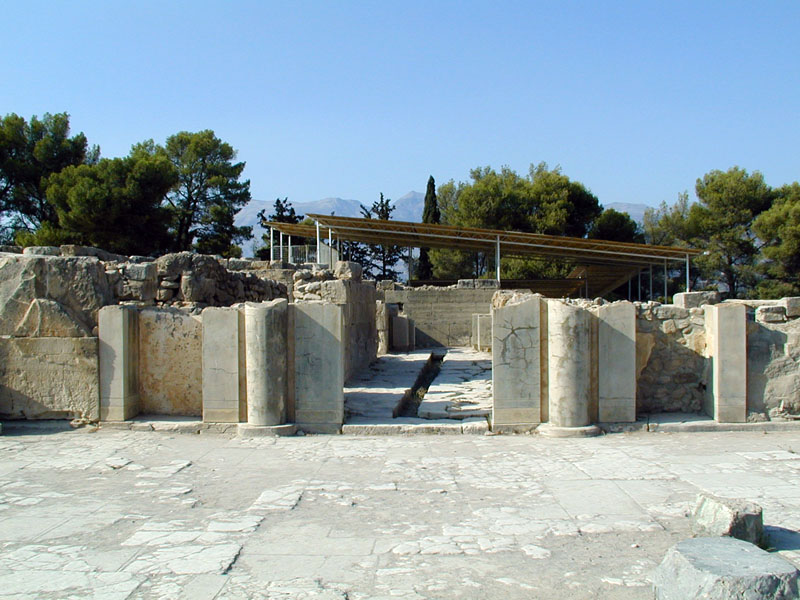
Vstup do paláce

Palác, sídlo místního vládce, tvořil administrativní a hospodářské centrum města. Jeho první fáze pochází ze střední doby bronzové. Během pozdní doby bronzové byl dvakrát zničen zemětřesením. Pokaždé byl však svými obyvateli znovu vystavěn. Byl tvořen množstvím místností s několika centrálními čtyřhrannými dvory, jejichž stěny zdobily nástěnné malby. Jeho obyvatelé zde žili ve velkém přepychu plynoucím z kvetoucího obchodu a řemeslné výroby. Definitivně byl zničen spolu s ostatními mínojskými paláci kolem roku 1400 př. n. l. nájezdníky ze severu. Tím také celá kultura zanikla.